# Ataxia cayensis
Ataxia cayensis là một loài bọ cánh cứng trong họ Cerambycidae.